# Milotice nad Opavou (stacja kolejowa)
Milotice nad Opavou – stacja kolejowa w Miloticach nad Opavou, w kraju morawsko-śląskim, w Czechach pod adresem Milotice nad Opavou 1. Znajduje się na wysokości 445 m n.p.m. i leży na linii kolejowej nr 310 oraz 313 (jako jej stacja początkowa).